# Calverleigh
Calverleigh – wieś w Anglii, w Devon, w dystrykcie Mid Devon. W 1881 wieś liczyła 83 mieszkańców. Calverleigh jest wspomniana w Domesday Book (1086) jako Calodelie/Calodeleia.